# Eleuterias
Las Eleuterias eran fiestas que cada cinco años celebraban en Platea los griegos, en honor de Zeus Eleuterio (Libertador) y en memoria de la batalla que ganó el general espartano Pausanias sobre el ejército persa mandado por Mardonio. 
Consistían estas fiestas en carreras de carros, carrera de hombres armados y combates gímnicos. Además los habitantes de Platea celebraban el aniversario de la batalla dicha, yendo a las tumbas de los héroes muertos por la patria donde se hacían libaciones y el sacrificio de un loro negro.